# Contre-la-montre féminin aux championnats du monde de cyclisme sur route 2010
Navigation
2009 2011
Le contre-la-montre féminin des championnats du monde de cyclisme sur route 2010 a lieu le 29 septembre 2010 à Geelong, en Australie. Il est remporté par la Britannique Emma Pooley.

## Parcours
Ce contre-la-montre consiste en un tour de circuit de 22,8 km à Geelong. Le départ et l'arrivée sont situés sur la Moorabool Street. Une côte en début de parcours amène les coureuses à 120 mètres d'altitude après 6,6 km de course. Ce circuit est le même que celui emprunté par les hommes. Ceux-ci effectuent toutefois deux tours, soit une distance totale de 45,6 km,.

## Classement
|                                    | Coureur                 | Pays                       |    | Temps          |
| ---------------------------------- | ----------------------- | -------------------------- | -- | -------------- |
| Médaille d'or, Coupe du Monde      | Emma Pooley             | Royaume-Uni                | en | 32 min 48 s 44 |
| Médaille d'argent, Coupe du Monde  | Judith Arndt            | Allemagne                  | +  | 15 s 17        |
| Médaille de bronze, Coupe du Monde | Linda Villumsen         | Nouvelle-Zélande           |    | 15 s 80        |
| 4                                  | Amber Neben             | États-Unis                 |    | 37 s 66        |
| 5                                  | Jeannie Longo           | France                     |    | 43 s 94        |
| 6                                  | Evelyn Stevens          | États-Unis                 |    | 1 min 0 s 08   |
| 7                                  | Tara Whitten            | Canada                     |    | 1 min 5 s 91   |
| 8                                  | Shara Gillow            | Australie                  |    | 1 min 13 s 18  |
| 9                                  | Emilia Fahlin           | Suède                      |    | 1 min 22 s 20  |
| 10                                 | Tatiana Guderzo         | Italie                     |    | 1 min 25 s 55  |
| 11                                 | Emma Johansson          | Suède                      |    | 1 min 33 s 88  |
| 12                                 | Noemi Cantele           | Italie                     |    | 1 min 41 s 15  |
| 13                                 | Patricia Schwager       | Suisse                     |    | 1 min 50 s 79  |
| 14                                 | Charlotte Becker        | Allemagne                  |    | 1 min 53 s 95  |
| 15                                 | Anne Samplonius         | Canada                     |    | 1 min 54 s 81  |
| 16                                 | Melissa Holt            | Nouvelle-Zélande           |    | 2 min 5 s 39   |
| 17                                 | Tatiana Antoshina       | Russie                     |    | 2 min 16 s 26  |
| 18                                 | Vicki Whitelaw          | Australie                  |    | 2 min 19 s 31  |
| 19                                 | Alexis Rhodes           | Australie                  |    | 2 min 23 s 78  |
| 20                                 | Olga Zabelinskaïa       | Russie                     |    | 2 min 29 s 85  |
| 21                                 | Regina Bruins           | Pays-Bas                   |    | 2 min 59 s 75  |
| 22                                 | Grace Verbeke           | Belgique                   |    | 3 min 0 s 98   |
| 23                                 | Katazina Sosna          | Lituanie                   |    | 3 min 1 s 50   |
| 24                                 | Verónica Leal Balderas  | Mexique                    |    | 3 min 17 s 65  |
| 25                                 | Svitlana Galyuk         | Ukraine                    |    | 3 min 23 s 46  |
| 26                                 | Chanpeng Nontasin       | Thaïlande                  |    | 3 min 38 s 37  |
| 27                                 | Valeria Teresita Muller | Argentine                  |    | 4 min 7 s 49   |
| 28                                 | Lesya Kalitovska        | Ukraine                    |    | 4 min 23 s 65  |
| 29                                 | Doris Schweizer         | Suisse                     |    | 4 min 27 s 95  |
| 30                                 | Monrudee Chapookham     | Thaïlande                  |    | 5 min 12 s 53  |
| 31                                 | Rosa Bravo              | Espagne                    |    | 5 min 25 s 97  |
| 32                                 | Yelena Antonova         | Kazakhstan                 |    | 5 min 40 s 63  |
| 33                                 | Belen Lopez Morales     | Espagne                    |    | 5 min 57 s 56  |
| 34                                 | Kimberley Yap           | Malaisie                   |    | 5 min 58 s 22  |
| 35                                 | Mariana Mohammad        | Malaisie                   |    | 6 min 45 s 81  |
| 36                                 | Kathryn Bertine         | Saint-Christophe-et-Niévès |    | 6 min 52 s 90  |
| 37                                 | Dinah Chan              | Singapour                  |    | 7 min 24 s 47  |
|                                    | Tatiana Panina          | Biélorussie                |    | disqualifiée   |